# Пономарьов Андрій Вікторович
Андрі́й Ві́кторович Пономарьо́в (* 2 липня 1961 р., м. Докучаєвськ, Донецької області;) — народний депутат України, член Партії регіонів.

## Освіта
Дніпропетровський гірничий інститут. Спеціальність — «гірничий інженер».
Кандидат технічних наук.

## Трудова діяльність
З 1999 р. Докучаєвський флюсо-доломітний комбінат. Голова правління.
В 2002, 2006 та 2010 рр. був обраний депутатом Донецької обласної ради.
З 2011 р. заміщає голову комісії з питань промисловості, паливно-енергетичного комплексу, транспорту і телекомунікацій Донецької обласної ради.
На парламентських виборах 2012 р. був обраний народним депутатом України від Партії регіонів по одномандатному мажоритарному виборчому округу № 61. За результатами голосування здобув перемогу, набравши 54,76 % голосів виборців.
Секретар Комітету Верховної Ради з питань економічної політики.

## Сім'я
Одружений, виховує двох доньок.

## Цитати
«Моя программа основана на задачах, поставленных Президентом Украины в программе „Украина для людей“ и в программе Партии регионов „Строим новую страну!“. Считаю европейскую интеграцию стратегическим направлением внешней политики Украины, приведет к улучшению качества жизни и социальных стандартов. Отстаиваю внеблоковый статус Украины, что является гарантией безопасности государства и гражданина».